# Julia Keller
Julia Keller (* 1995 in Huntington, West Virginia) ist eine US-amerikanische Schriftstellerin, Journalistin und Hochschullehrerin. 2005 wurde sie mit dem Pulitzer-Preis im Bereich „Feature Writing“ ausgezeichnet.

## Leben
Julia Keller wuchs als Tochter des Mathematikers James R. Keller, Hochschullehrer an der Marshall University und dessen Frau Patricia, Englischlehrerin an der Chesapeake High School in Chesapeake, Ohio, in ihrer Geburtsstadt Huntington auf. 1976 absolvierte sie ihr Bachelor- und 1981 ihr Masterstudium in Englischer Literatur, jeweils an der Marshall University. Ihre Masterarbeit schrieb sie über Henry Roths Roman Nenn es Schlaf. 1995 promovierte sie in Englischer Literatur an der Ohio State University. In ihrer Dissertation A poetics of literary biography: The creation of „Virginia Woolf“ beschäftigte sie sich mit literarischen Biographien, insbesondere im Falle der britischen Schriftstellerin Virginia Woolf. Von 1998 bis 1999 war sie Nieman Fellowship an der Harvard University.
Ihre Journalistenkarriere begann Keller mit einem Volontariat beim US-amerikanischen Reporter Jack Anderson. Anschließend schrieb sie für den Ashland Daily Independent und war bis 1998 als Journalistin beim Columbus Dispatch tätig, wobei sie häufig über Kultur schrieb und mehrere Fernsehkritiken verfasste. Von 1998 bis 2012 war sie schließlich, ebenfalls hauptsächlich für Kulturartikel, bei der Chicago Tribune tätig. Mit einer dreiteiligen Reportage über den Tornadoausbruch vom 20. April 2004 in Utica, Illinois wurde sie ein Jahr später mit dem Pulitzer-Preis im Bereich „Feature Writing“ ausgezeichnet. Zugunsten der Schriftstellerei und ihrer Lehrtätigkeit beendete Keller 2012 ihre Tätigkeit als Journalistin.
Seit 2012 ist sie Hochschullehrerin an der E. W. Scripps School of Journalism, einer Fakultät der Ohio University.

## Werke (Auswahl)
Romane
- A Killing in the Hills (2012)
  - Im dunklen Tal, Goldmann Verlag, München 2014, ISBN 978-3-442-47992-4
- Bitter River (2013)
  - Am kalten Fluss, Goldmann Verlag, München 2014, ISBN 978-3-442-47993-1
- Summer of the Dead (2014)
  - Blutroter Sommer, Goldmann Verlag, München 2016, ISBN 978-3-442-48407-2
- The Fisherman’s Gift, Vermillion, 2025, ISBN 978-1-78730-491-8
  - Das Geschenk des Meeres, Mare, Hamburg 2025, ISBN 978-3-86648-748-2
- Last Ragged Breath (2015)
- Sorrow Road (2016)

Sachbücher
- A poetics of literary biography: The creation of „Virginia Woolf“ (1996)
- Mr. Gatling's Terrible Marvel: The Gun That Changed Everything and the Misunderstood Genius Who Invented It  (2008)

## Auszeichnungen
- Pulitzer-Preis 2005 im Bereich Feature Writing
- Barry Award 2013 als Bester Erstlingsroman für „A Killing in the Hills“